# Chlorochrysa nitidissima
A Chlorochrysa nitidissima  a madarak osztályának verébalakúak (Passeriformes) rendjébe és a tangarafélék (Thraupidae) családjába tartozó faj.

## Rendszerezése
A fajt Philip Lutley Sclater angol ornitológus írta le 1873-ban.

## Előfordulása
Az Andok-hegységben Kolumbia területén honos. Természetes élőhelyei a szubtrópusi és trópusi hegyi erdők. Állandó, nem vonuló faj.

## Megjelenése
Testhossza 12 centiméter, testtömege 17,3–21,6 gramm.

## Életmódja
Valószínűleg rovarokkal és gyümölcsökkel táplálkozik.

## Természetvédelmi helyzete
Az elterjedési területe kicsi, széttöredezett és csökken, egyedszáma is csökken. A Természetvédelmi Világszövetség Vörös listáján sebezhető fajként szerepel.